# Maurice Duflou
Maurice Henri Hector Duflou, né le 29 juin 1885 à Hazebrouck et mort le 30 octobre 1951 dans le 18e arrondissement de Paris, est un typographe, éditeur et militant anarchiste français, actif entre 1903 et 1947. 

## Parcours
Très tôt militant anarchiste, Maurice Duflou est à partir d'octobre 1908 le gérant, puis en 1909, l’administrateur de L’Anarchie. En 1910, l'imprimerie des Causeries populaires l'accuse d'avoir subtilisé une presse pour la remettre à des militants du Groupe des études scientifiques de Paraf-Javal. Après quelques échanges de coups de feu, plusieurs membres des Causeries furent arrêtés.
Duflou installe ensuite sa propre imprimerie au 11 rue de l'Abbé-Grégoire. De 1911 à 1919, il sort 92 numéros du Bulletin du groupe d’études scientifiques. De 1913 à 1914, il imprime L’Ami de la vérité. En 1915, il est le gérant-administrateur, imprimeur et rédacteur de la revue mensuelle Le Glas.
Entre 1903 et 1947, Duflou est également l'imprimeur-éditeur secret de près d'une centaine d'ouvrages érotiques, publiés anonymement, c'est-à-dire sans mention légale d'une véritable adresse de fabrication : Duflou échappe ainsi aux contrôles du Ministère public. Souvent illustrés, ces ouvrages sont aujourd'hui recherchés. Duflou est avec René Bonnel l'autre imprimeur de curiosa[Quoi ?] durant l'entre-deux-guerres, période au cours de laquelle il s'associe à Louis Perceau pour rééditer des érotiques du XVIIIe siècle.
Il est marié avec Marie Kesteman, dont il a un enfant.

## Témoignages
« J'ai connu Maurice Duflou à Paris en 1947, quand j'étais un surréaliste de vingt ans, et je l'ai fréquenté jusqu'à sa mort. C'était alors un viel anarchiste fort distingué, se rendent à son imprimerie habillé en grand bourgeois, avec un chapeau à bord roulés, un foulard de soie bleu marine à pois blancs, un pardessus bien coupé, tenant d'une main sa canne, de l'autre sa serviette bourrée de livres érotiques qu'il proposait aux libraires spécialisés. Il avait une femme et une fille qui se désintéressaient complètement de son activité ; lui-même il l'accomplissait plutôt par conviction libertaire que par salacité. Il avait horreur des ouvrages mal écrits, des obscénités insupportables. Maurice Duflou possédait, dans une traversière de la rue de la Goutte-d'Or, une petite imprimerie où il travaillait tout seul à sa presse, tel un artisan d'autrefois; en blouse grise, il bavardait avec moi devant sa fenêtre aux parisiennes à demi fermées, tout en surveillant sa cour comme s'il s'attendait à subir un assaut. En effet, la police avait fait plusieurs fois des descentes chez lui, abîmant son outil de travail, raflant ses livres. »

— Sarane Alexandrian